# Acrotaeniostola helvanaca
Acrotaeniostola helvanaca är en tvåvingeart som beskrevs av Ito 1984. Acrotaeniostola helvanaca ingår i släktet Acrotaeniostola och familjen borrflugor. Inga underarter finns listade i Catalogue of Life.